# Biserica de lemn din Merișoru de Munte

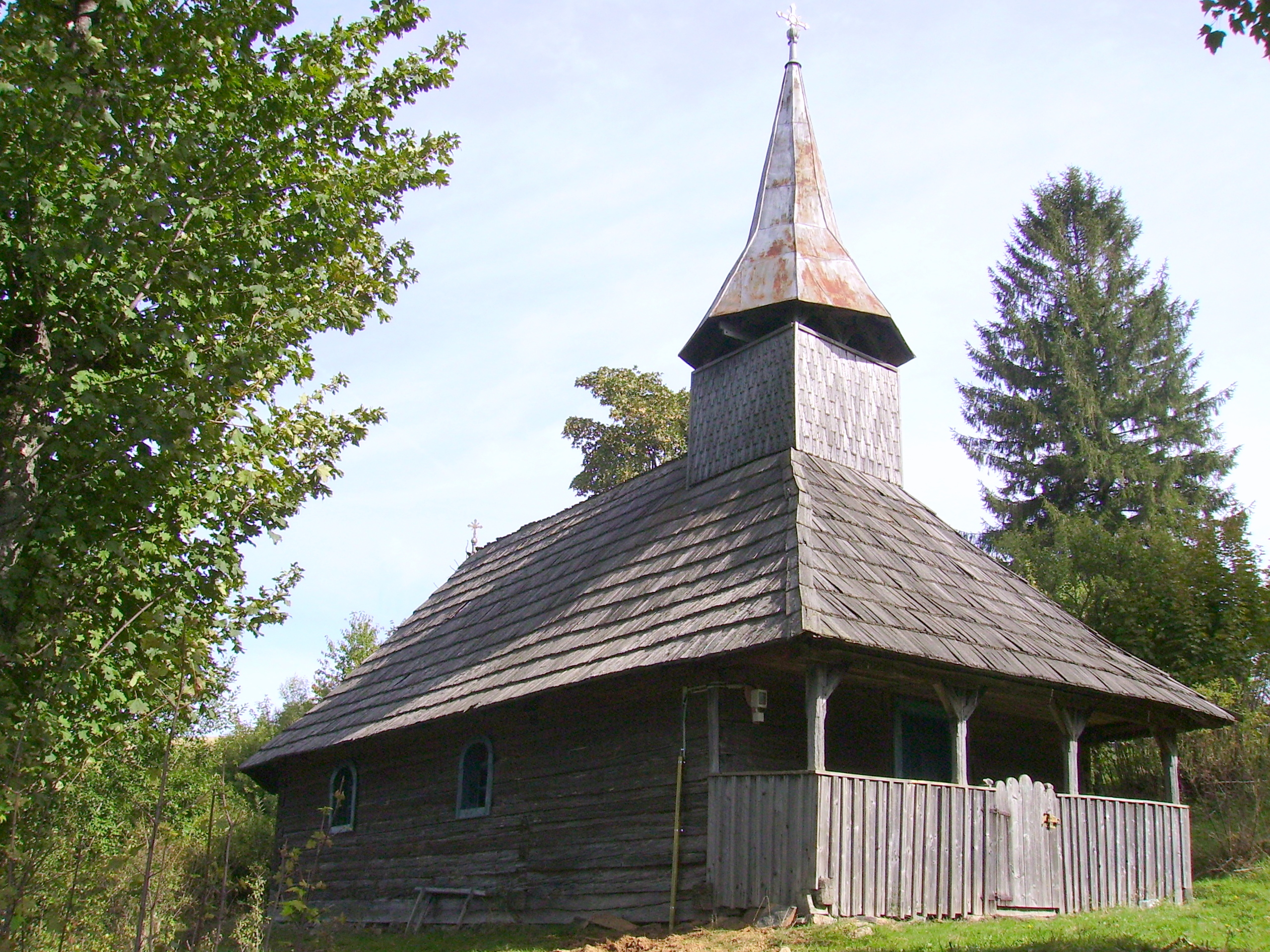
Biserica de lemn „Cuvioasa Paraschiva” din Merișoru de Munte, comuna Cerbăl, județul Hunedoara, foto: septembrie 2007.

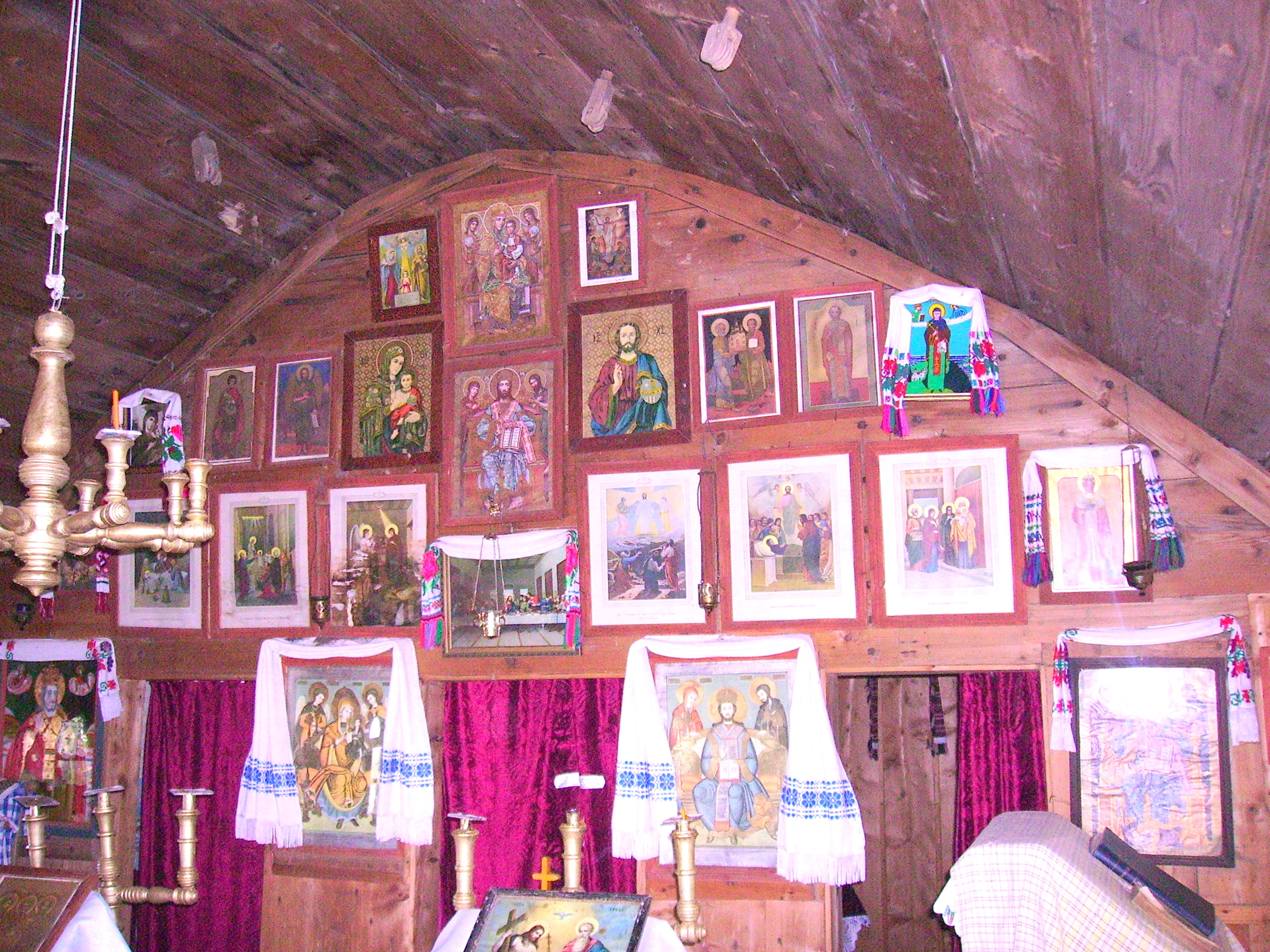
Catapeteasma

Biserica de lemn din Merișoru de Munte, comuna Cerbăl, județul Hunedoara a fost ridicată la sfârșitul secolului XVIII (1783). Are hramul „Cuvioasa Paraschiva”. În ciuda vechimii sale și a măiestriei lucrului în lemn biserica nu se află pe noua listă a monumentelor istorice.

## Istoric și trăsături
În satul Merișoru de Munte, biserica de lemn „Cuvioasa Parascheva” a fost înălțată în preajma anului 1783, dată înscrisă pe clopotul mic de bronz, comisia de recenzare Dosza din 1805 o înregistrează ca atare. Este un edificiu de plan dreptunghiular de mici dimensiuni, cu absida nedecroșată, poligonală cu trei laturi. Peste pronaosul tăvănit s-a ridicat un turn-clopotniță scund, cu un foișor deschis și fleșă octogonală, învelită în tablă. În dreptul unicei intrări apusene se găsește un pridvor deschis, din scânduri. Temelia edificiului, cu excepția celor câtorva pietre de sub altar, este așezată, după vechiul obicei, direct pe pământ. În prima jumătate a secolului al XIX-lea, lăcașul a fost supus unei ample renovări, șantier atestat prin inscripția chirilică a piciorului de piatră al prestolului: „Anu 1830. Popa Aron”. Altă reparație capitală a avut loc în 1969, meșterului Isaia Cinculescu, tocmit cu acel prilej, datorându-i-se îmbrăcarea interiorului cu scânduri, mărirea ferestrelor și reîmprospătarea învelitorii de șiță. O predecesoare a lăcașului actual figurează atât în tabelele recensămintelor ecleziastice din anii 1733, 1750 și 1761-1762, cât și pe harta iosefină a Transilvaniei (1769-1773).

## Imagini

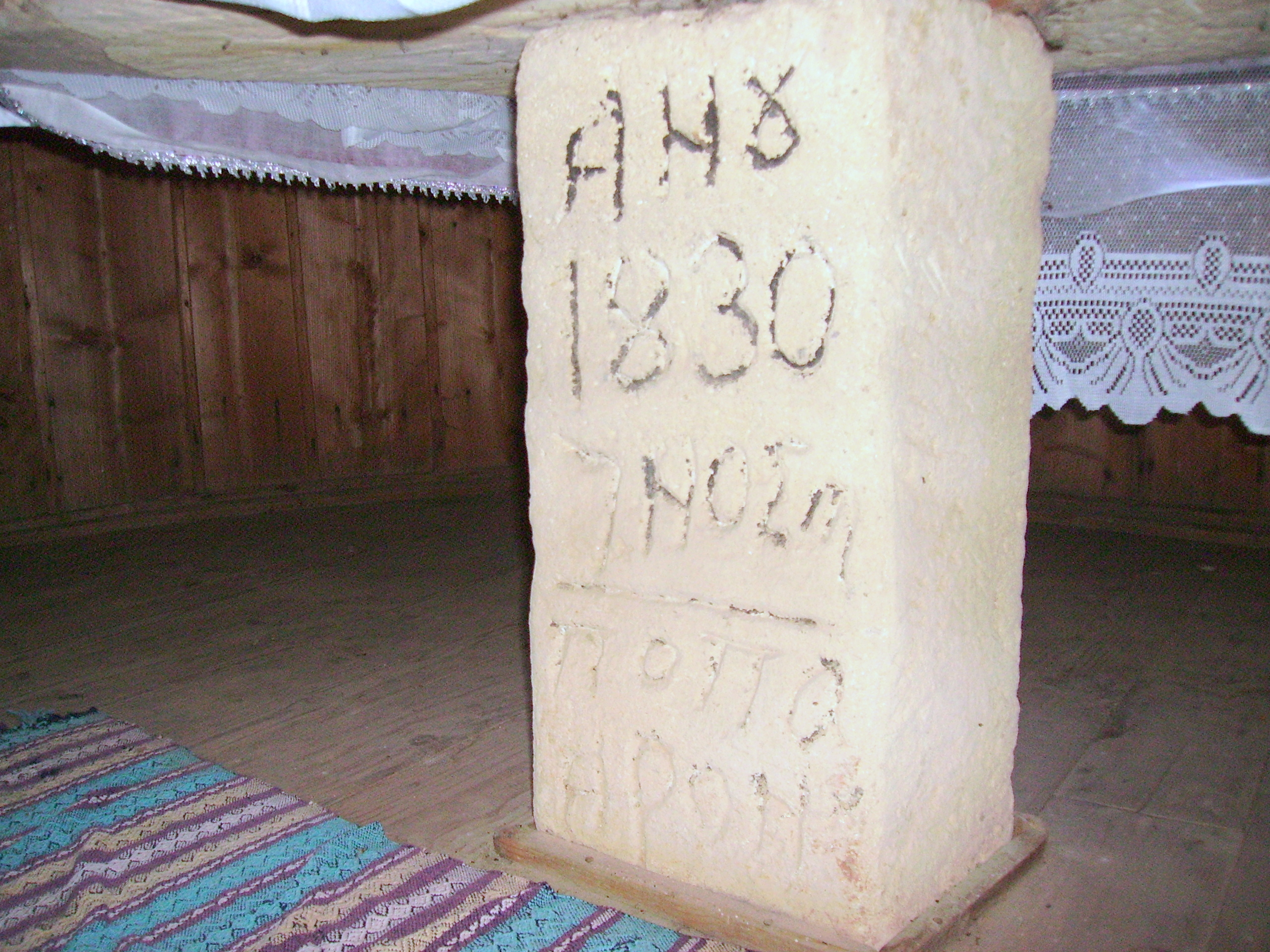
Inscripția chirilică a piciorului de piatră al prestolului: „Anu 1830. Popa Aron”